# Allogymnopleurus infranitens
Allogymnopleurus infranitens är en skalbaggsart som beskrevs av Leon Fairmaire 1887. Allogymnopleurus infranitens ingår i släktet Allogymnopleurus och familjen bladhorningar. Inga underarter finns listade i Catalogue of Life.